# Развращённые
Развращённые (швед. Exponerad) — шведский эксплуатационный фильм 1971 года.

## История создания
Съёмки фильма происходили в период между 8 сентября и 30 октября 1970 года в Стокгольме. Премьерный показ состоялся 23 августа 1971 года в кинотеатрах Хеслехольма, Карлсхамна, Роннебю и Энгельхольма.
После показа фильм был запрещен в 27 странах — факт, который позже широко использовался в рекламных кампаниях фильма.

## Сюжет
На летних каникулах семнадцатилетняя Лена остаётся дома одна, когда её родители уезжают в отпуск в Марракеш. Она живёт в Стокгольме, учится в школе, работает ассистенткой таксидермиста в биологическом музее, у неё есть парень, которого зовут Ян. После ссоры с Яном, Лена уезжает автостопом из Стокгольма в загородный коттедж семьи Яна. Сперва её подвозит один мужчина, и она фантазирует о том, как он будет её насиловать. Потом он высаживает её и она продолжает свой путь вместе с супружеской парой средних лет, Ларсом и Уллой. Втроём они незаконно проникают на дачу семьи Яна, после чего Ларс и Улла проводят в ней время полностью обнажёнными. Ближе к ночи супруги сближаются физически, Лена подсматривает за ними и получает от этого неподдельное удовольствие. Ян догадывается, куда сбежала Лена и застаёт трио на местном пляже нагими. Он прогоняет Ларса и Уллу, Лена пытается убежать от него вместе с ними, но в итоге они высаживают её на обочине, и Лена возвращается в город вместе с Яном.
Дома Лена рассказывает Яну, что её шантажирует немолодой фотограф по имени Хельге. Будучи в разлуке с Яном, пока тот жил с мамой загородом, она познакомилась с Хельге, который устроил в своей квартире притон, где юная Лена выпивала и совокуплялась со взрослыми мужчинами и женщинами, кроме того, Хельге снял множество фотографий в стиле ню с её участием, и теперь грозит Лене, что эти фотографии попадут к её родителям и директору школы, если она не будет с ним. Ян советует ей рассказать всё матери, после чего они ужинают, выпивают и сближаются физически. Наутро Ян провожает Лену на работу в биологический музей, где её поджидает Хельге. Ей удаётся уговорить его отдать негативы и фотографии. Вечером того же дня, Хельге выполняет своё обещание, после чего Лена убегает от него вместе с Яном в кинотеатр на сеанс фильма «Триумф Тарзана». После сеанса, Лена едет домой к Яну, где знакомится с его матерью. Чуть позже, воспользовавшись 15-минутной отлучкой матери на прогулку с собакой, Лена показывает Яну фотографии, и они решают их сжечь в камине, однако не успевают до возвращения мамы, и та видит ещё не сгоревшие в огне непристойные снимки, после чего Лена убегает домой.
Хельге преследует Лену, она пытается от него оторваться, но в итоге ему удаётся проникнуть в её квартиру. Хельге совершает надругательство над несовершеннолетней, предварительно связав её, и разрезав ножом на ней ночную рубашку. В конце концов Лена наносит Хельге удар в спину ножом, которым он разрезал на ней одежду. Ближе к утру родители Лены возвращаются домой, где та спит уже одна, никаких следов недавнего пребывания Хельге в квартире нет, на Лене надета её ночная рубашка, очевидно, что изнасилование ей только приснилось.
Каникулы заканчиваются, мама сопровождает Лену в школу на такси. Возле школы они встречаются с Яном. У Лены флешбэк, в котором она видит как Хельге продолжает преследовать её. Весь фильм наполнен её фантазиями, флешбэками, имеет нелинейное повествование, невозможно с точностью установить, действительно ли все эти события происходили в жизни Лены или были полностью (или частично) в её воображении.

## В ролях
- Кристина Линдберг — Лена Свенсон (роль озвучивала Гунилла Норлинг)
- Хайнц Хопф — Хельге
- Бьёрн Аделлю — Ян
- Сив Эрикс — мама Яна
- Янне Карлсон — Ларс
- Биргитта Молин — Улла
- Тор Иседаль — гость на вечеринке Хельге
- Маргит Карлквист — мама Лены
- Берт-Оке Варг — папа Лены
- Леннарт Линдберг — первый водитель Лены, подвозивший её до знакомства с Ларсом и Уллой
- Хокан Вестергрен — хранитель зоологического музея
- Лилиан Мальмквист — одна из женщин в доме Хельге